# The Outlaw Colony
The Outlaw Colony est un film muet américain réalisé par Allan Dwan et sorti en 1912.

## Synopsis
Rattlesnake Ike est le patron d'une colonie de brigands. Il est amoureux de Bessie Vanever, la fille de l'ancien chef de la bande. Mais celle-ci lui préfère John Briscoe. Un jour, Jim Wiggins, le shérif, s'introduit dans le camp des hors-la-loi, sous un faux nom...

## Fiche technique
- Réalisation : Allan Dwan
- Date de sortie : États-Unis : 15 août 1912

## Distribution
- J. Warren Kerrigan : Jim Wiggins
- Pauline Bush : Grace Vanever
- Marshall Neilan : John Briscoe
- Jack Richardson : Rattlesnake Ike
- Jessalyn Van Trump : Bessie Vanever